# Tomba di Ahmose
La tomba della principessa Ahmose, identificata con la sigla QV47, è un'antica sepoltura egizia situata nella Valle delle Regine nei pressi di Luxor in Egitto. Fu costruita per la principessa Ahmose, figlia del faraone Seqenenra Ta'o e di sua moglie Sitdjehuti, che morì durante il regno di Amenofi I (dal 1506 a.C.). Si ritiene che la sua sia stata la prima tomba costruita nella Valle delle Regine.
La tomba, violata e saccheggiata già nell'antichità, venne localizzata da John Gardner Wilkinson nel 1828 e identificata da Champollion e Ippolito Rosellini nel 1829; fu scavata da Ernesto Schiaparelli nel 1904. 

## Descrizione
Situata lungo il lato laterale sud dello uadi principale, ha una struttura abbastanza semplice, composta da un pozzo sepolcrale della profondità di quattro metri che si apre su una camera dalla struttura irregolare.

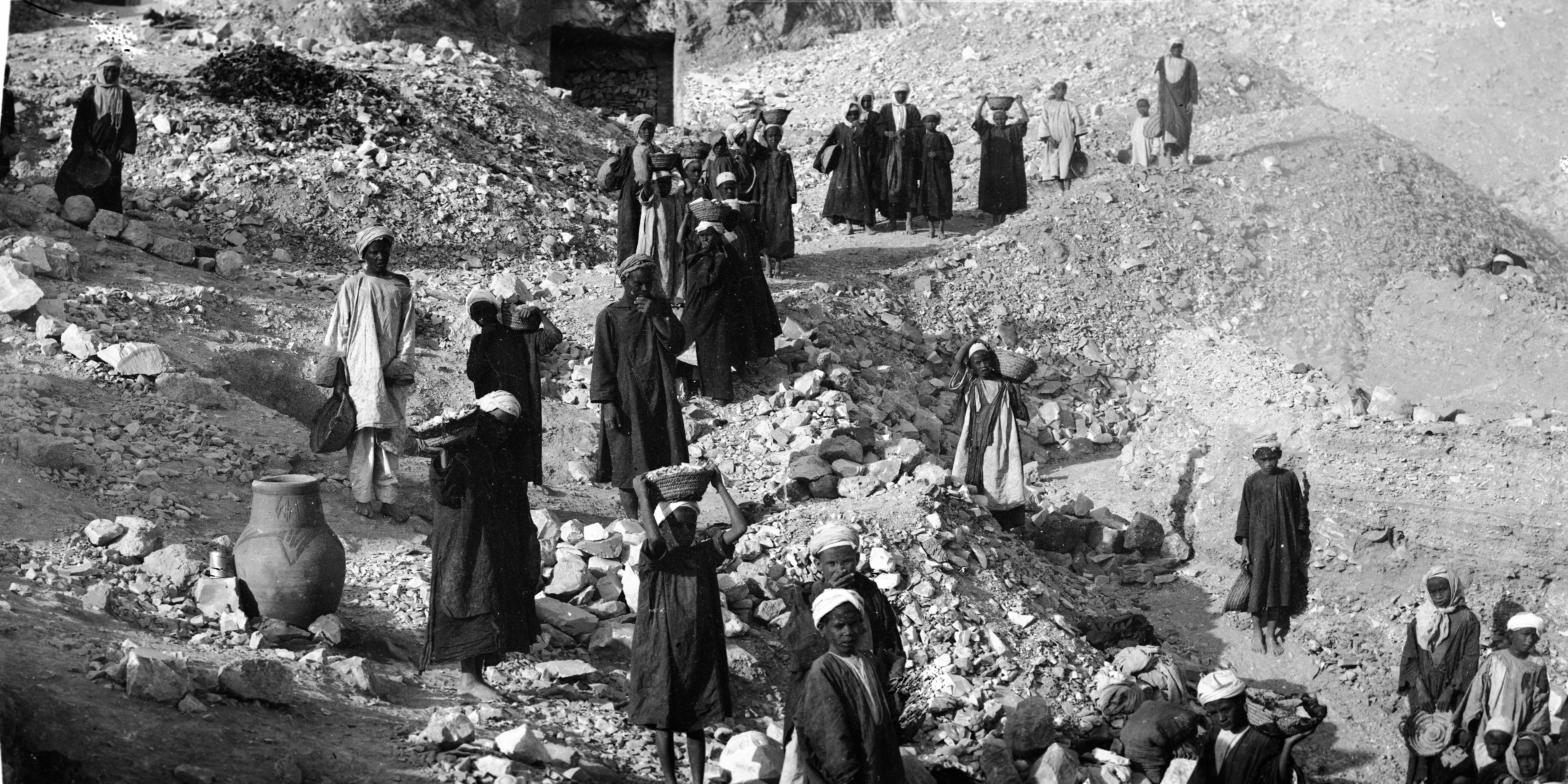
Momento di scavo nella Valle delle Regine, non lontano dal pozzo della tomba QV47 della principessa Ahmose. Sullo sfondo, l’ingresso alla tomba QV45. Scavi Schiaparelli, 1904.
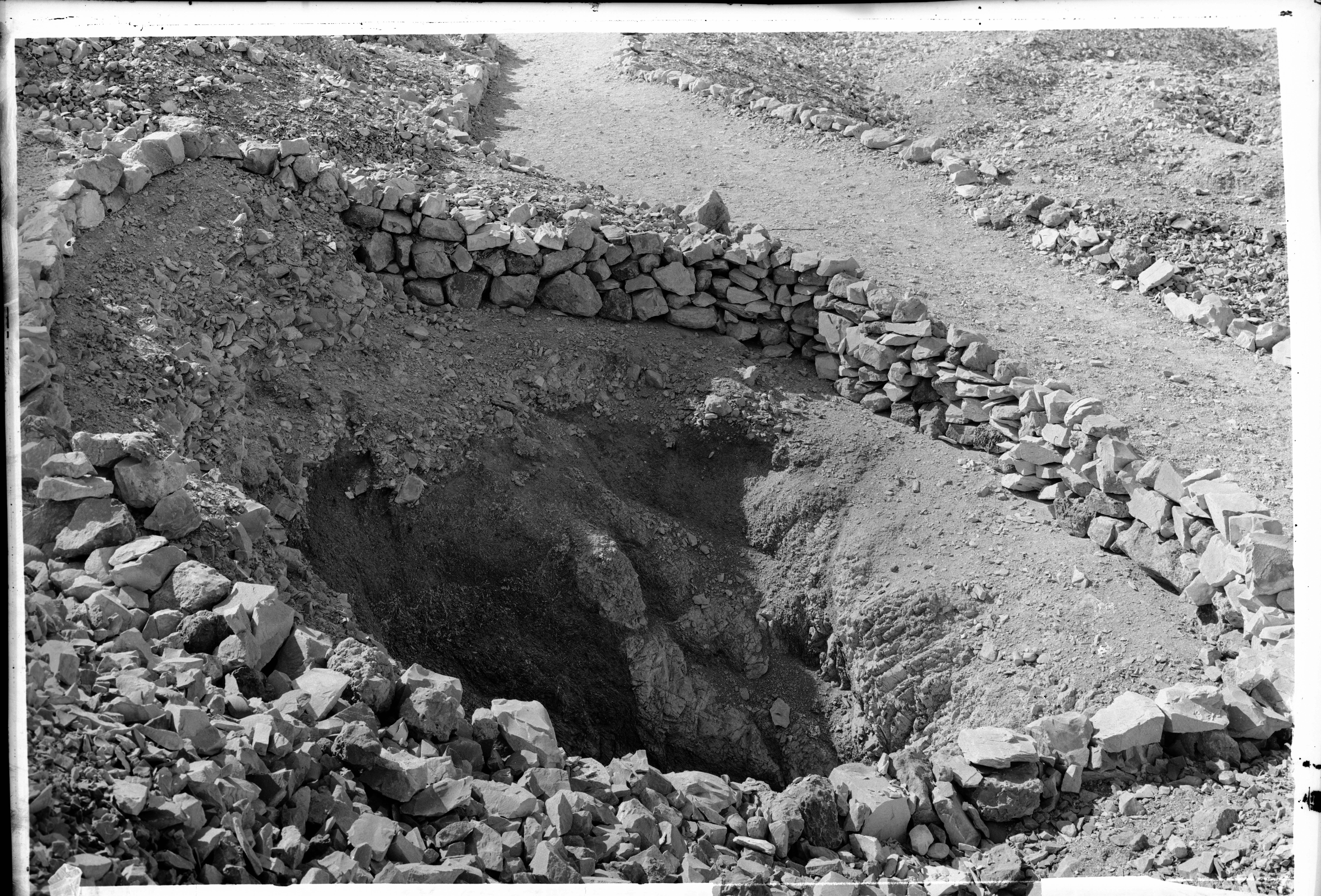
Ingresso del pozzo, delimitato da un muretto di pietre, della tomba QV 47. Scavi Schiaparelli, 1906.
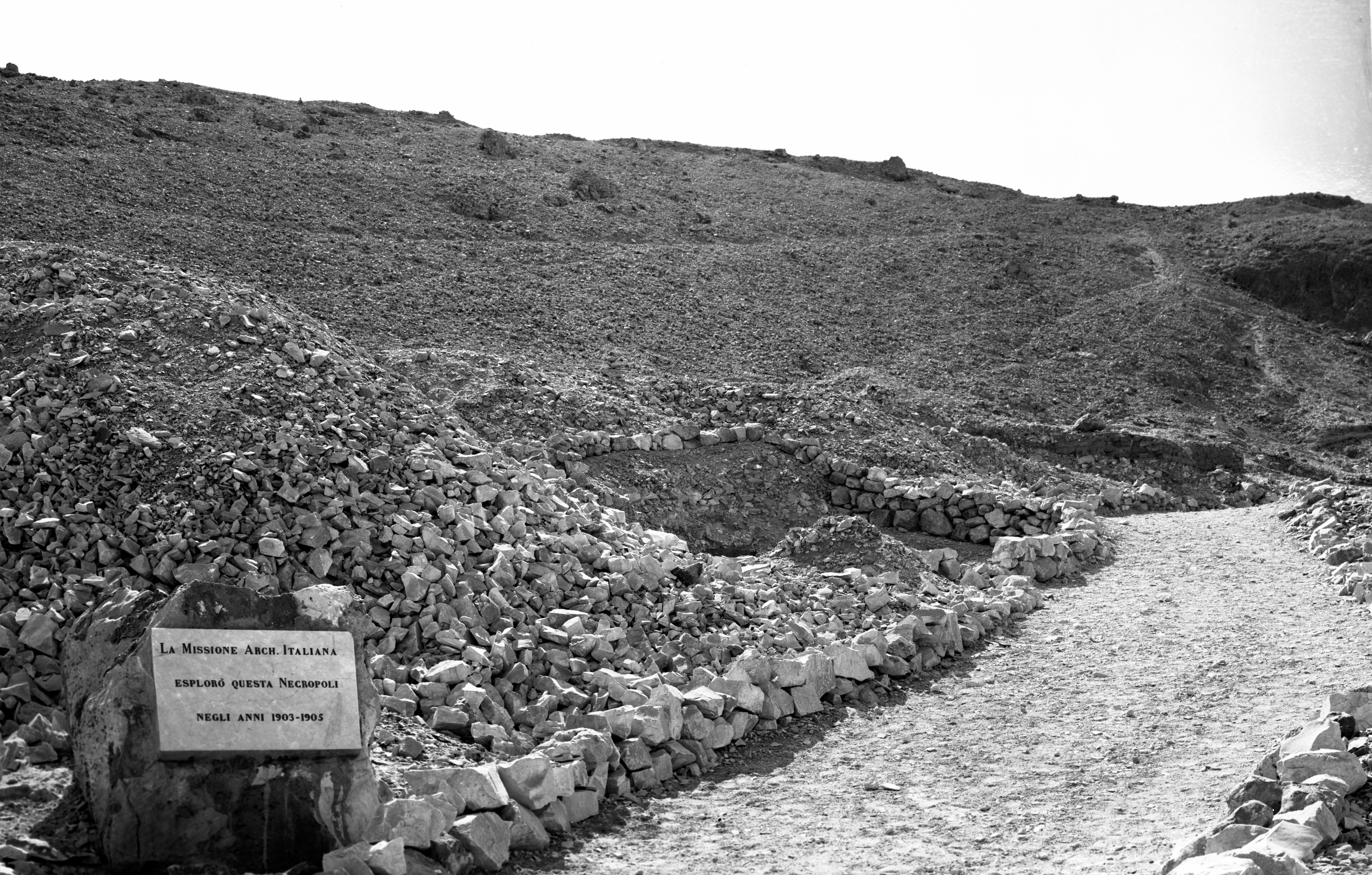
Veduta del versante sud della Valle delle Regine. In primo piano, la targa commemorativa degli scavi italiani nella valle. Dietro la targa è visibile l’ingresso, delimitato da un muretto di pietre, alla tomba QV47 della principessa Ahmose. Scavi Schiaparelli, 1906.

## Ritrovamenti
La tomba fu violata e saccheggiata già nell'antichità. In essa l'équipe di Ernesto Schiaparelli rinvenne, durante i suoi scavi del 1904, elementi del corredo funerario scartati o dimenticati dai ladri, tra cui alcuni frammenti di mobili e del sarcofago, un anello d'oro, sandali di cuoio, il cofanetto per i vasi canopi e la mummia della principessa Ahmose completamente priva delle bende. Il ritrovamento più importante è però un rotolo di 4 m di tessuto di lino di 1,5 m di larghezza, nel quale è scritto e illustrato il Libro dei Morti, che costituisce la copia in rotolo più antica di quelle ritrovate.

Mummia della principessa Ahmose. Museo Egizio di Torino.
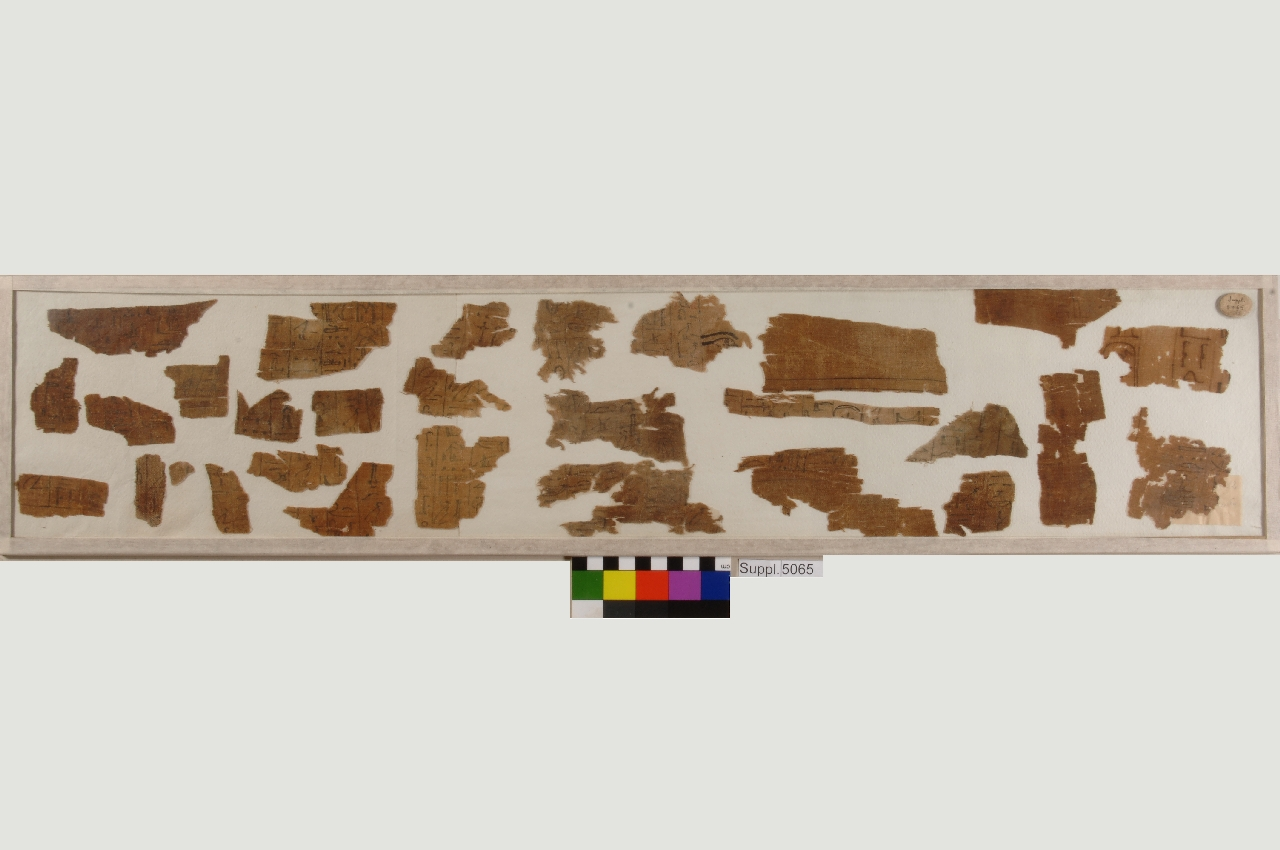
Frammenti del telo funerario della principessa Ahmose. Museo Egizio di Torino.
Fermatrecce con resti di parrucca di Ahmose. Museo Egizio di Torino.